# Ardisia angustata
Ardisia angustata är en viveväxtart som beskrevs av Ignatz Urban. Ardisia angustata ingår i släktet Ardisia och familjen viveväxter. Inga underarter finns listade i Catalogue of Life.